# Panoramatická fotografie

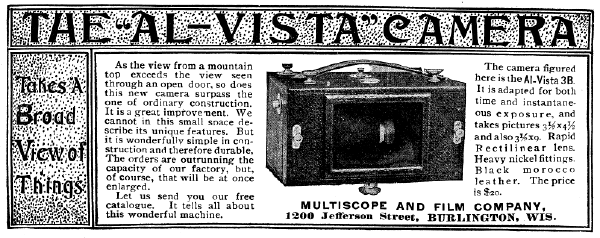
Reklama na malou rotační panoramatickou kameru, rok 1900

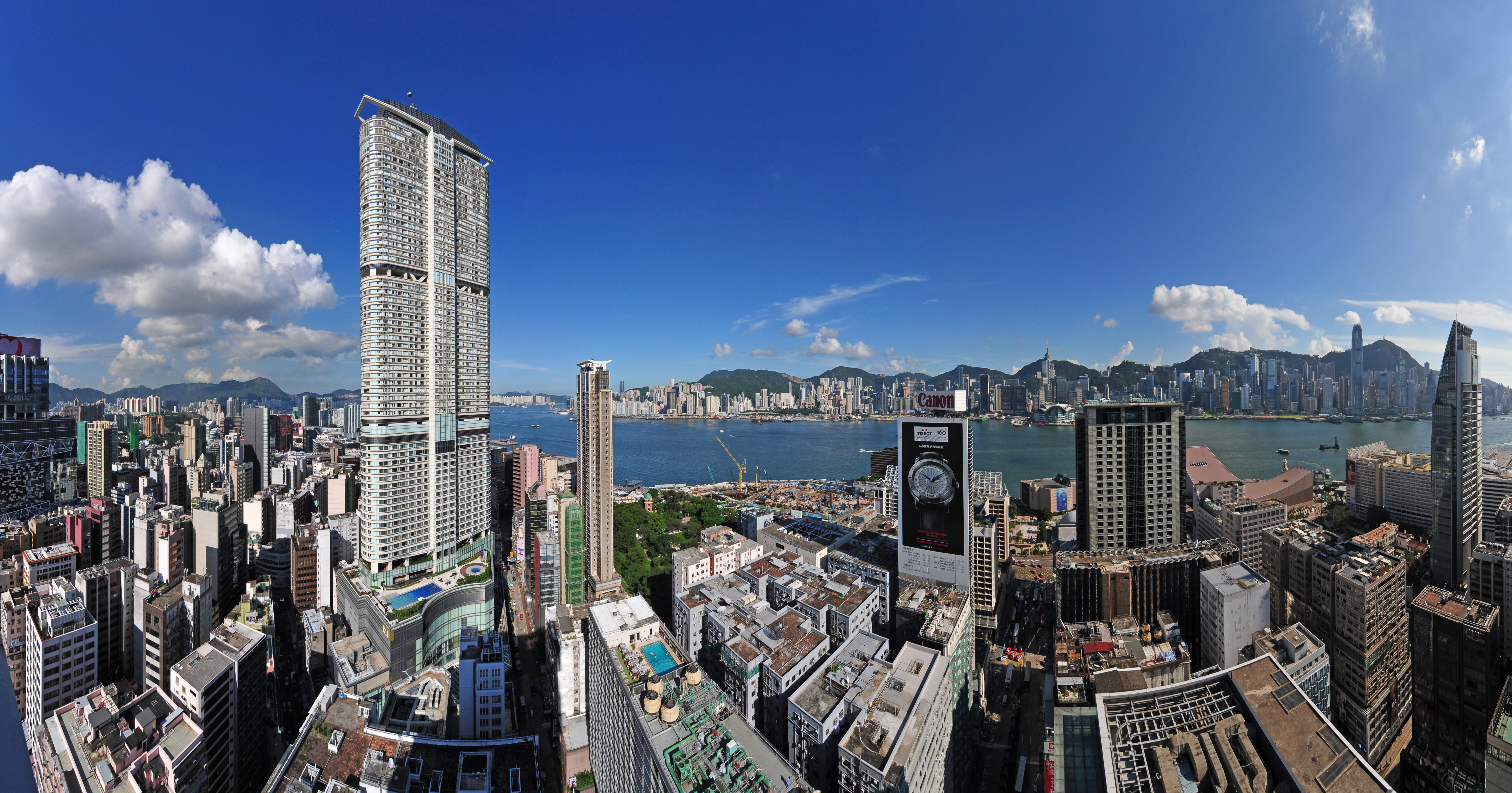
270° Hongkong

Panoramatická fotografie je fotografický žánr, který zachycuje velký úhel pohledu, nejčastěji krajiny nebo jakéhokoliv jiného celku. Panoramatický formát je divácky vděčný, je bližší způsobu, kterým lidé vnímají svět kolem sebe, a proto patří k atraktivním oblastem fotografie.

## Základní rozdělení
K samotnému získání fotografie vede více cest:
- Ořez fotografie běžného formátu na panoramatický
- Použití speciálního panoramatického fotoaparátu
- Pořízení scenérie po částech a pozdější složení

Panoramatická fotografie může být planární (rovinná), cylindrická (válcovitá) nebo sférická (kulová).

## Technika pořízení snímků

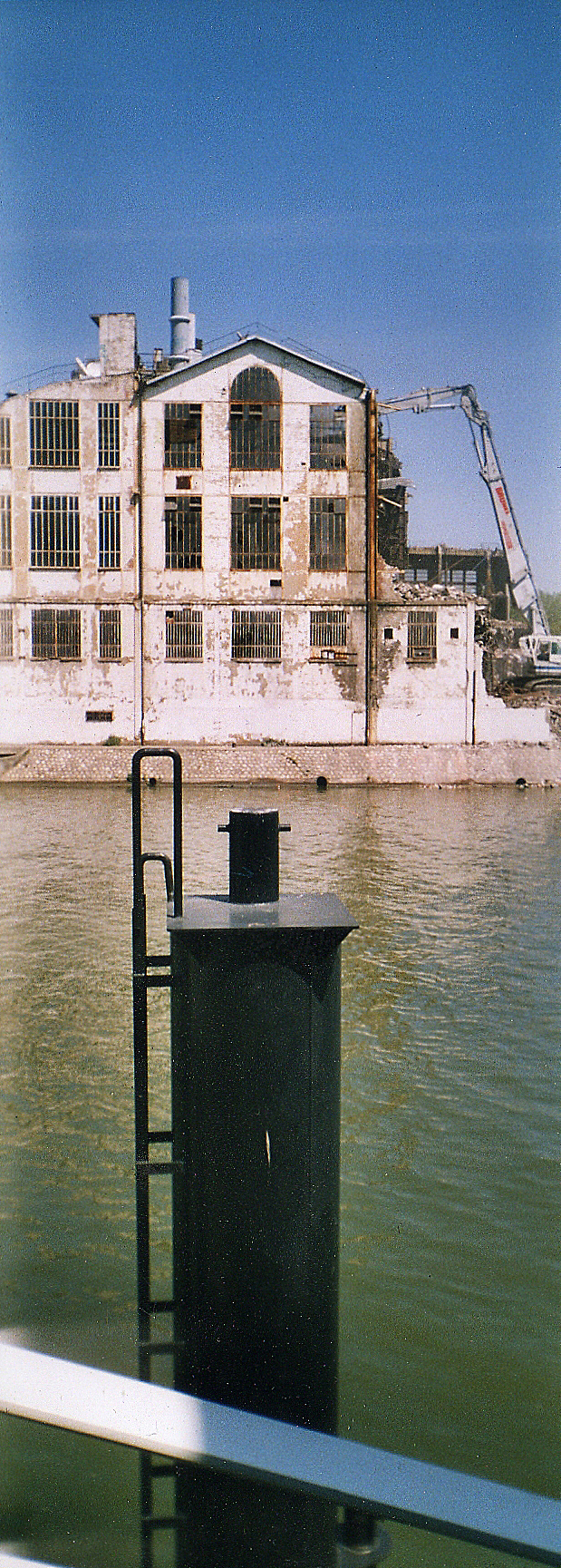
Panorama na výšku

### Pomocí panoramatické kamery
Panoramatický (velkoformátový) fotoaparát je obecně větší než fotoaparát pro střední a malé formáty. Nejvíce se používá pro studiovou, krajinnou nebo architektonickou fotografii. Tyto fotoaparáty používají velkoformátové filmy, které poskytují mnohem větší detail a ostrost než menší filmové formáty. Panoramatické fotoaparáty mají kovovou nebo dřevěnou základnu s ozubenou dráhou, na které "běží" dvě kovové standarty, jedna vepředu a jedna vzadu, spojeny měchy. Přední standarta obsahuje objektiv a závěrku; zadní drží zarámovaný panel z matného skla (matnici), před který je vložena filmová příchytka. Složení těla panoramatického fotoaparátu je – na rozdíl od většiny aparátů na obecné použití – přizpůsobitelný. Přední a zadní standarty mohou být posunuty, nakloněny, nadzvednuty nebo zhoupnuty, což umožňuje fotografovi nevodorovné ovládání perspektivy a zaostření.
Příkladem digitálního panoramatického fotoaparátu je Panoscan.

### Pomocí více snímků
Pokud pořizujeme jednotlivé snímky, které se později spojí v počítači (tzv. stitching), doporučuje se dělat snímky se zamčenou expozicí a pevně nastaveným vyvážením bílé. Také je potřeba držet vodorovnou rovinu, k tomu slouží stativ a vodováha. Jednotlivé fotografie by se měly překrývat alespoň o 30%. Snímky pro horizontální panorama je vždy lepší pořizovat „na výšku“, aby pás vzniklý jejich spojením nebyl zbytečně úzký.
A obsahuje-li obraz i nějaké objekty v popředí, je navíc žádoucí, aby se fotoaparát na stativu mezi záběry pootáčel kolem tzv. nodální osy objektivu. Jinak se totiž často nepříznivě projeví tzv. paralaxa a sousední snímky pak není možné uspokojivě sesadit, protože jeden má na kraji třeba dva stromy v zákrytu, zatímco na sousedním jsou tytéž stromy kus od sebe. Otáčení kolem nodální osy umožní speciální panoramatická hlava, namontovaná na stativu, ale dá se použít i jednoduchý amatérsky vyrobený přípravek (návody lze najít na Internetu).
S vhodným softwarem je možné panorama vytvořit i z fotografií pořízených bez stativu. Některé programy totiž umožňují poskládat jednotlivé fotografie, i když jsou mírně natočené vůči sobě, navrhnou optimální ořez, mají možnost manuální korekce kde je možné ručně ovlivnit spojení snímků i jejich vzájemné natočení. Dokáží vyrovnat rozdílné expozice snímků snímané s plně automatickým režimem.

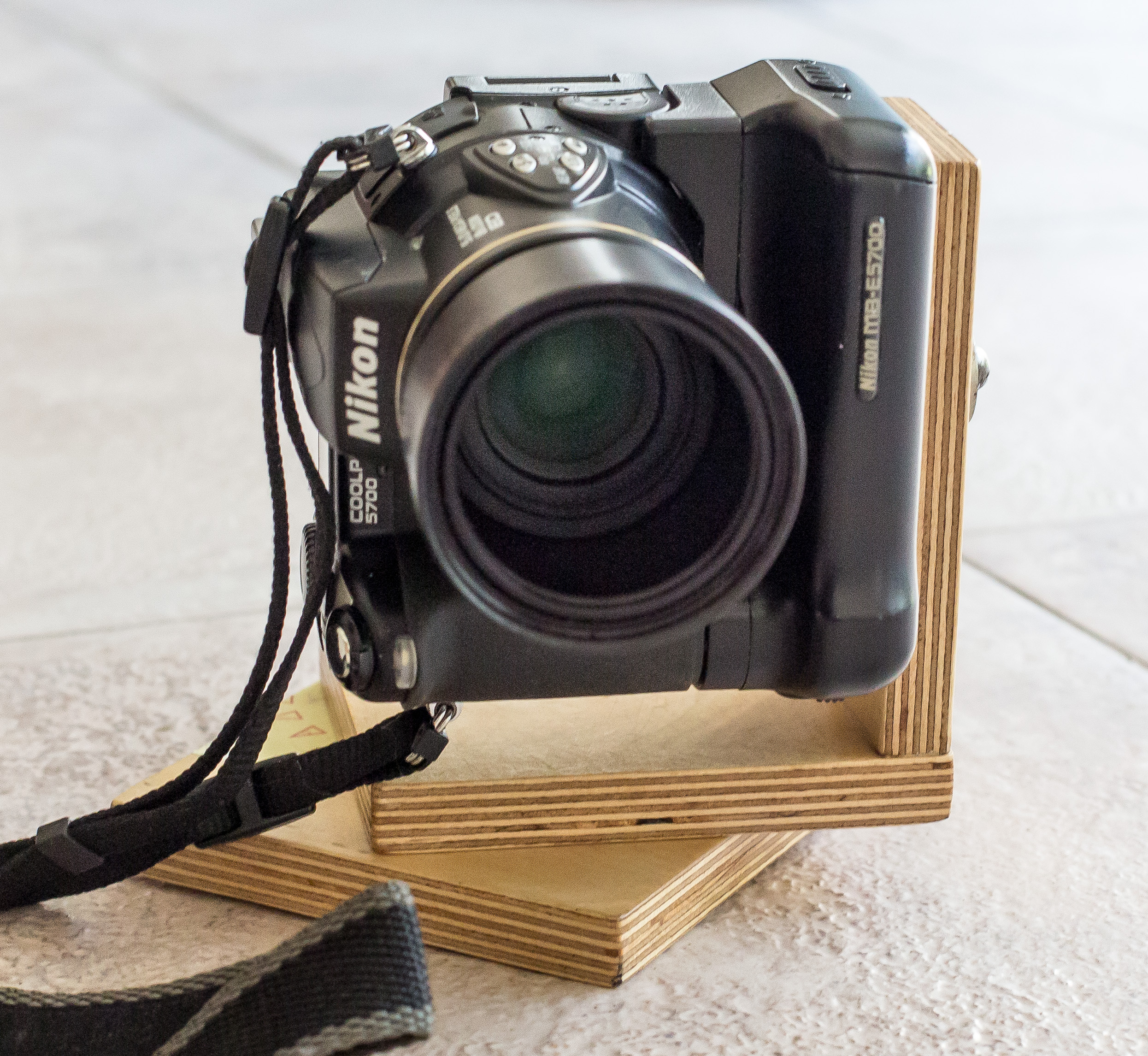
Amatérský přípravek umožňující otáčení kolem nodální osy objektivu

## Typy panoramat

### Cylindrické panorama
Cylindrické panorama neboli válcové se podobá pohledu jako by pozorovatel stál uvnitř válce...

### Krychlové panorama
Krychlové panorama neboli kubické je složené z šesti virtuálních stran krychle...

### Kulové panorama
Kulové panorama neboli sférické panorama nebo v jistém případě malá planeta je prezentace panoramatické fotografie v rovinném charakteristickém zkreslení. V obrazu jsou zastoupeny všechny úhly pohledu, které jsou vidět z místa pořízení. Oproti panoramatu cylindrickému (válcovému) je doplněno vrchlíkem i podstavou, tedy pohledem kolmo nad fotoaparát a pod fotoaparát.

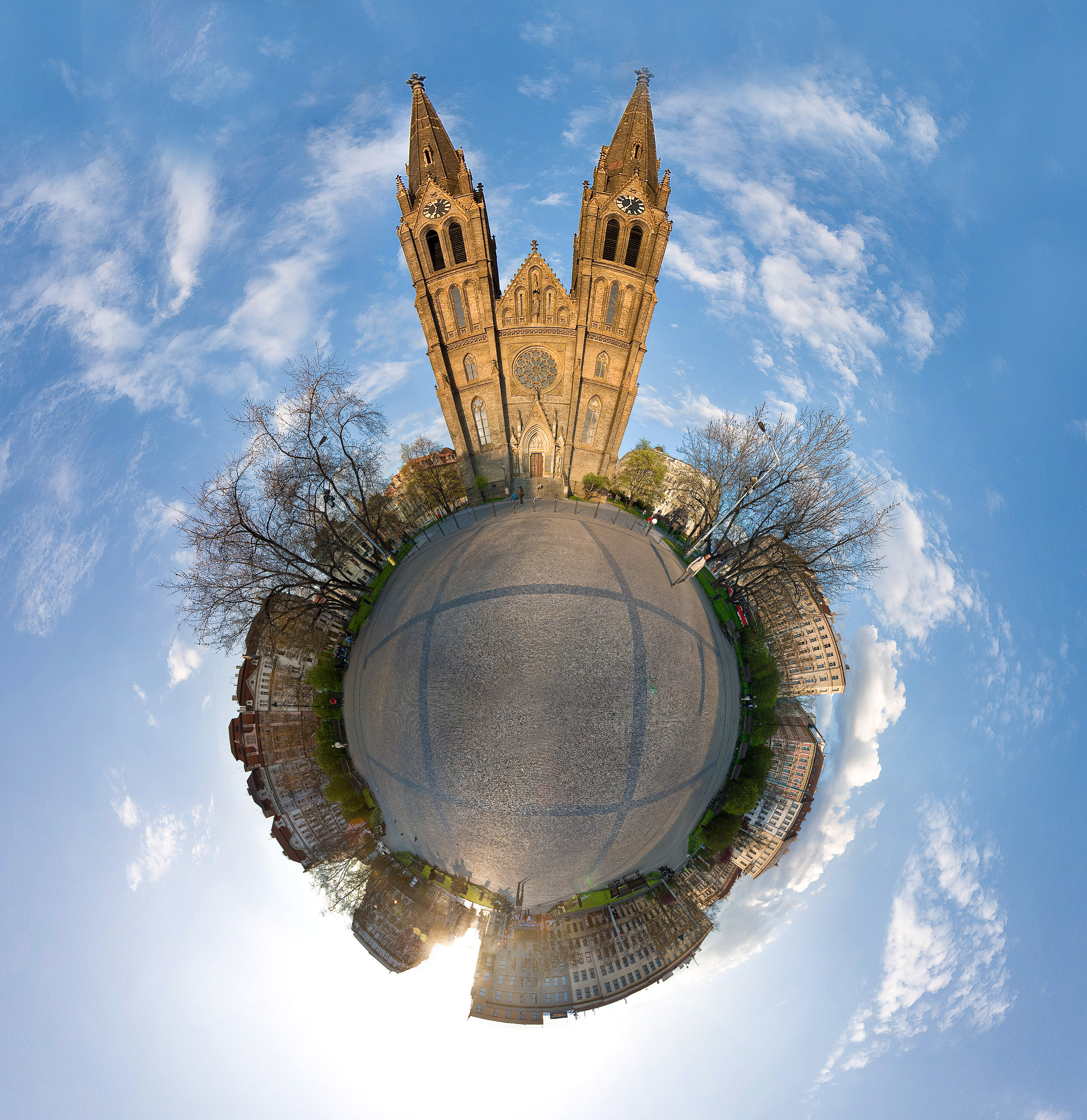
Náměstí Míru, Praha, kulové panorama
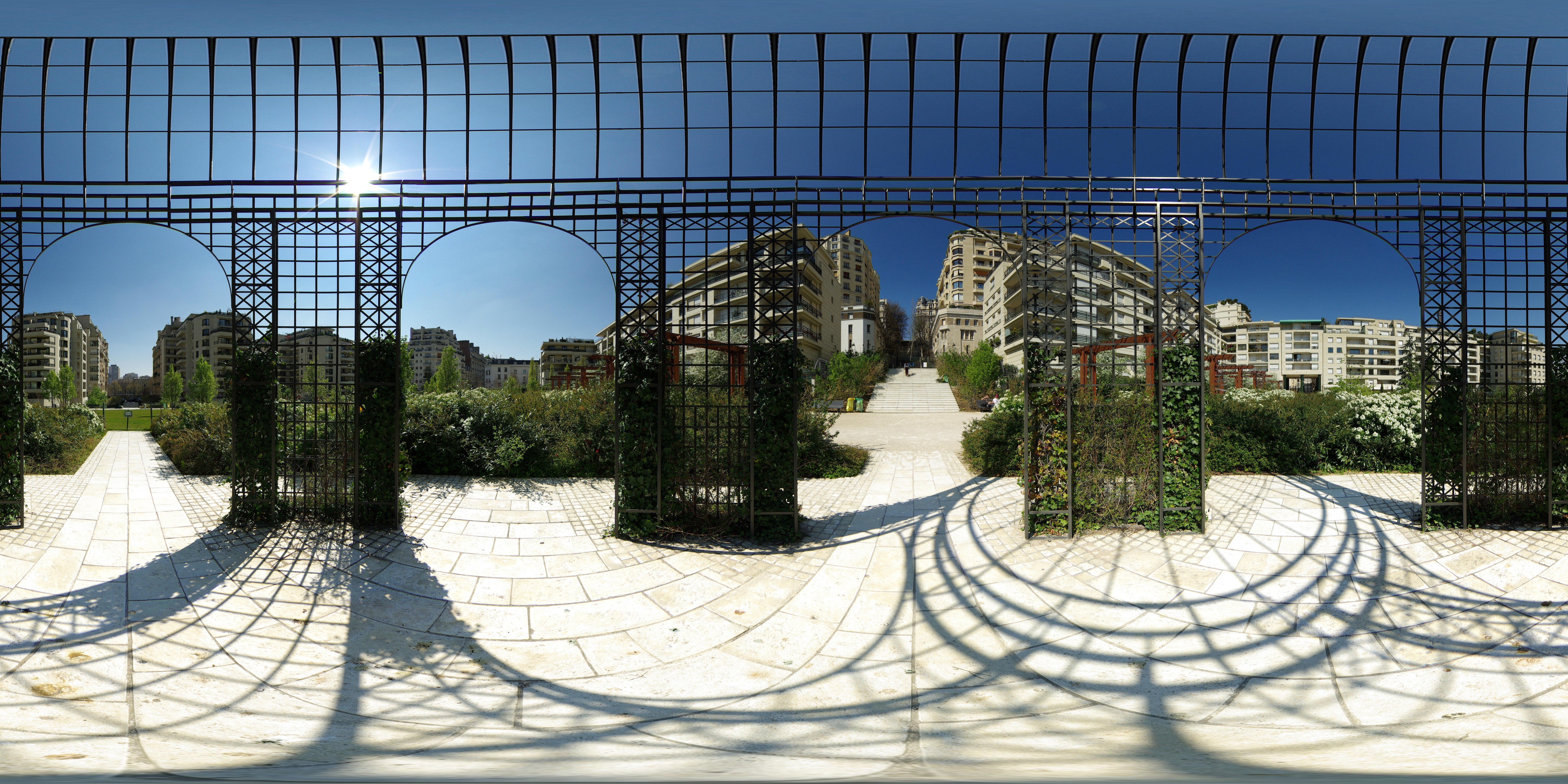
Parc de Passy, originální panoramatická fotografie
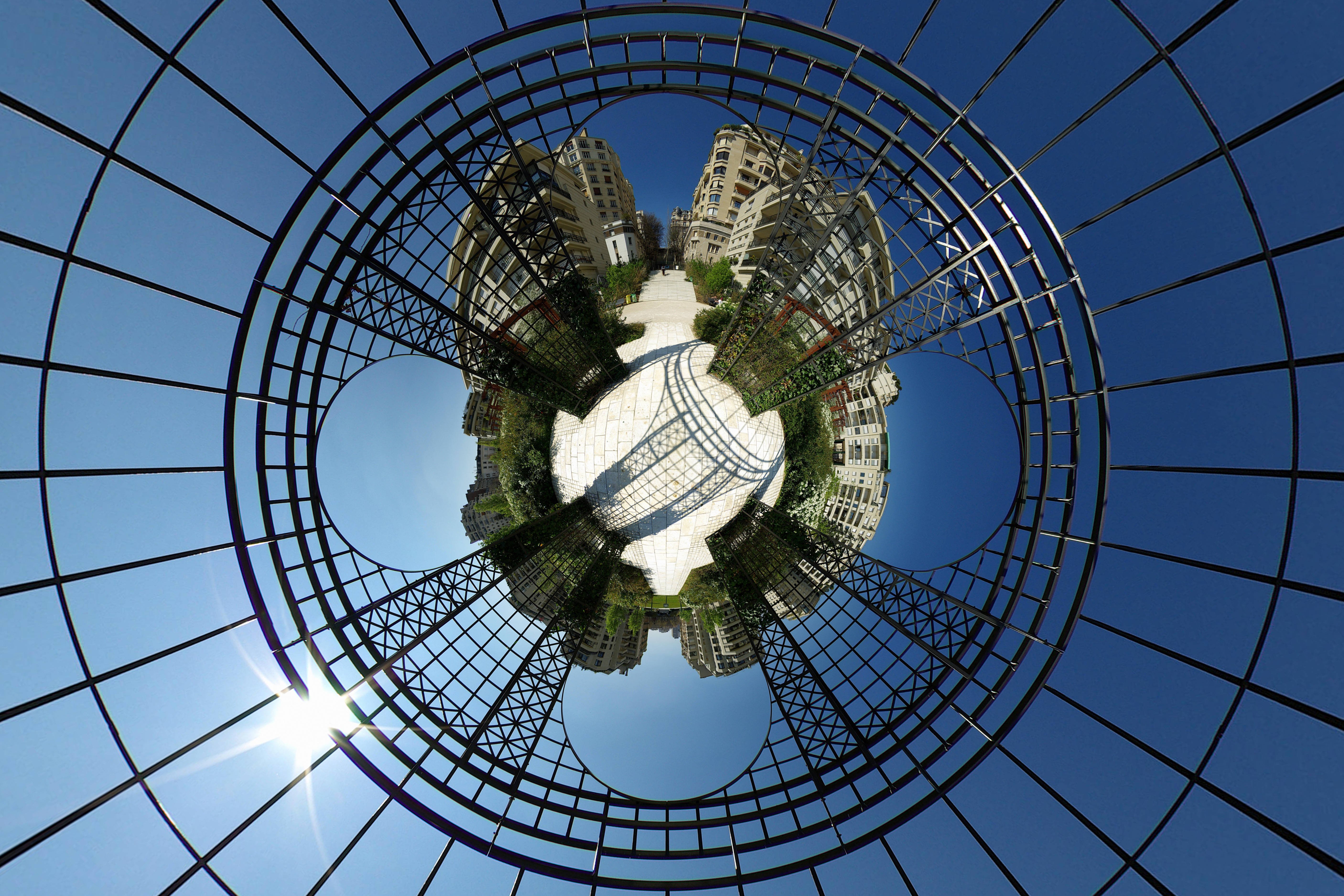
Parc de Passy, malá planeta po projekci na kulovou plochu

### Panografie

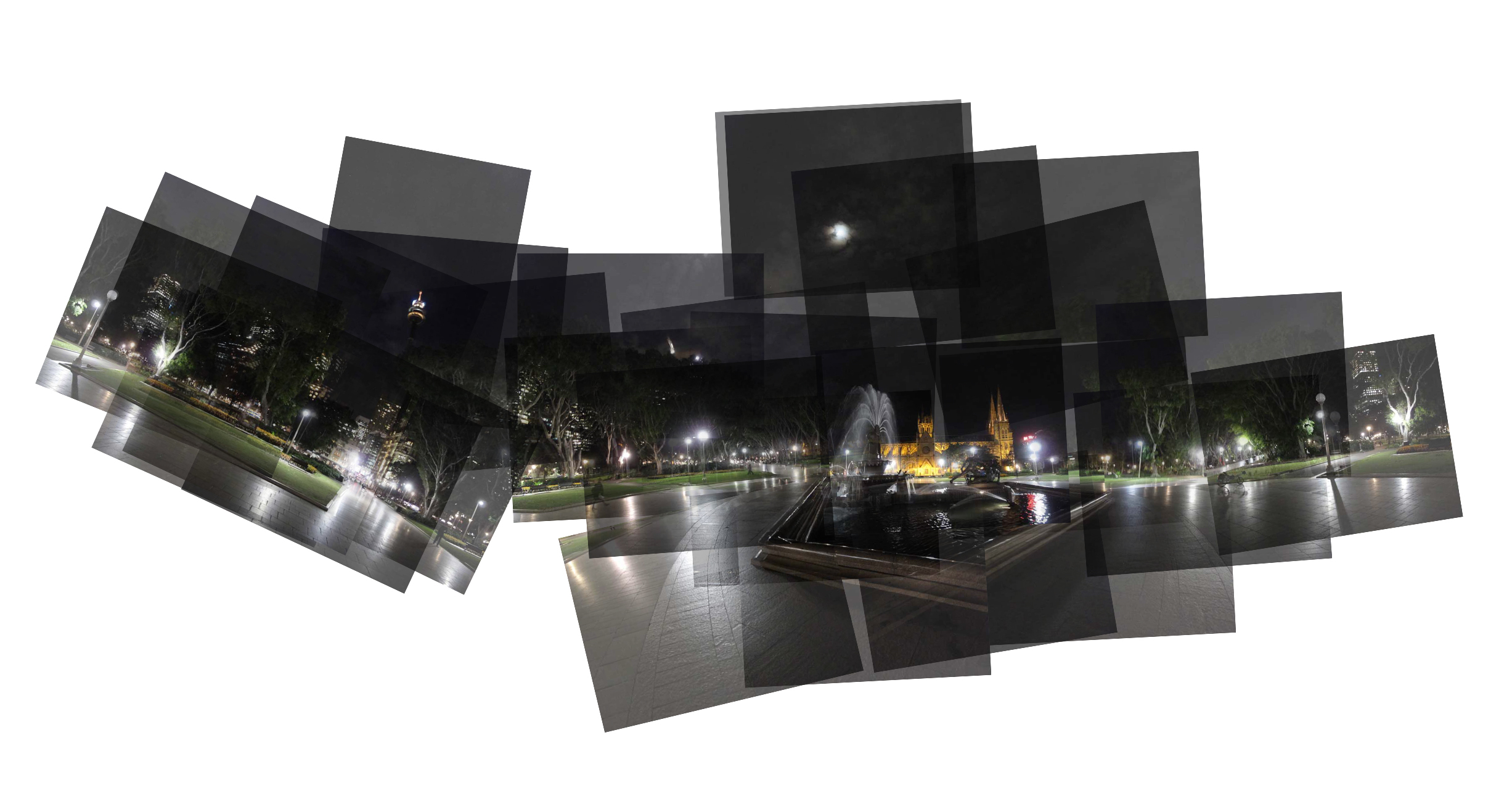
Panografie Hyde Parku v Sydney v noci

Panografie je fotografická technika, při které je jeden obrázek sestaven z několika překrývajících se fotografií. Může být provedena ručně s vytištěnými fotografiemi nebo pomocí softwaru na úpravu obrazu.

## Historie
Jeden z prvních zaznamenaných patentů na panoramatickou kameru předložil Joseph Puchberger v Rakousku v roce 1843. Jeho fotoaparát dokázal zaznamenat zorné pole s úhlem 150°, ohniskem 20,32 centimetrů na daguerrotypické desky dlouhé 61 centimetrů.
Úspěšnější a technicky dokonalejší panoramatickou kamerou zkonstruoval Friedrich von Martens v Německu v roce 1844. Jeho kamera dostala jméno Megaskop.
Po příchodu mokrého kolódiového procesu se nejen panoramatická fotografie stala technicky mnohem jednodušší a levnější než daguerrotypie.
Fotografové využívali jednoduché triky. Francouz Édouard Baldus okolo roku 1855 používal papírové negativy o rozměru 10×14 palců, ze kterých pořizoval kontaktní tisky 1:1. Když chtěl pořídit obraz větší, pokládal kontaktní kopie vedle sebe, což mělo panoramatický účinek. Baldus poskládal z několika negativů panorama dlouhé přes dva metry.
Příchod fotografického filmu v roce 1888 způsobil převrat v panoramatické fotografii. Na trh byly uvedeny desítky kamer. Mezi nimi fotoaparáty jako například Cylindrograph, Wonder Panoramic, Pantascopic nebo Cyclo-Pan.
Slavné panoramatické fotografie San Francisca po zemětřesení v roce 1906 pořídil pionýr letecké fotografie z draků George R. Lawrence velkoformátovým panoramatickým fotoaparátem a stabilizační plošiny, kterou sám navrhl. Jednalo se o 160stupňovou panoramatickou fotografii pořízenou z výšky 600 metrů, která byla vyvolána kontaktním otiskem z negativu o rozměrech 43 x 122 cm. Fotoaparát vážil 22 kilogramů a používaly se v něm celuloidové desky.
Společnost Haines Photo Company se specializovala na panoramatické snímky populárních amerických turistických destinací. Fungovala od roku 1908 až do pozdních desátých let dvacátého století.

### České země
- Josef Sudek
- Josef Koutný, Ing. arch. (1905 - 1979). Panoramatické snímky pořizoval fotoaparátem ROTAFLEX - 360 vlastní konstrukce (1966/67). Aparát měl tři vyměnitelné objektivy s výškově měnitelným horizontem a snímal cylindrické panorama na neperforovaný kinofilm šíře 35 mm.
- Jaroslav Poncar
- Barbora Bálková postavila na panoramatické fotografii svůj cyklus Metro. V projektu Spolucestující (2011) zkoumá identitu odosobněnou ve veřejném dopravním prostředku, konkrétně v pražském metru. Všímá si přitom zvláštního druhu sounáležitosti bezejmenných spolucestujících, které vedle sebe klade do jedné řady dlouhé jako samotná souprava metra.
- Tomáš Bican (* 1973) pořídil fotoaparátem Noblex soubory z Ulanbátaru (3. cena CPP), Argentiny, Ruska, Maroka, Indie a dalších zemí. Stejně jako u kinofilmu, tak i u panoramatického formátu kombinuje krajinu s dokumentem.

## Galerie

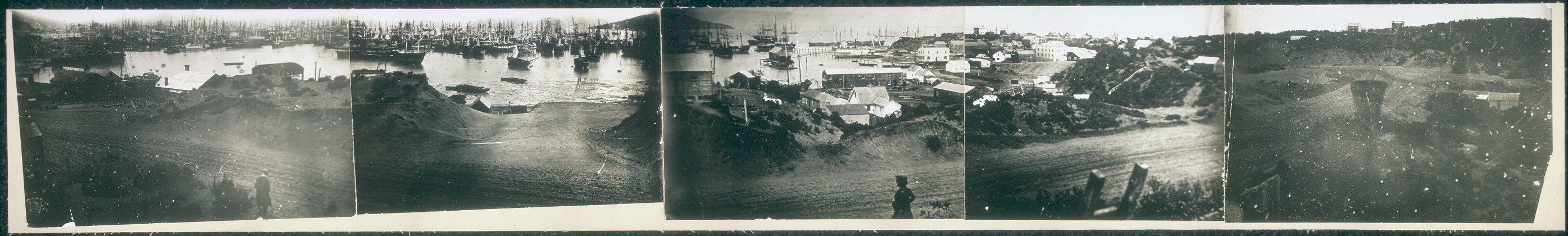
Panorama San Franciska z Rincon Hill, kterou v roce 1851 pořídil fotograf Martin Behrman; původně se skládalo z jedenácti desek, ale původní daguerrotypie dnes již neexistují

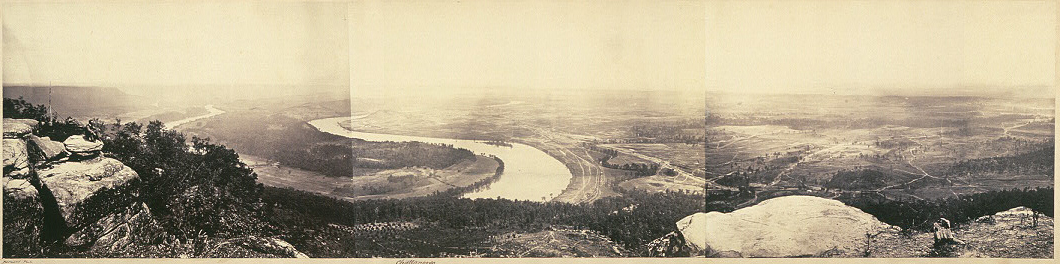
Pohled z hory Lookout Mountain na Tennessee, albuminová fotografie, únor 1864, George N. Barnard

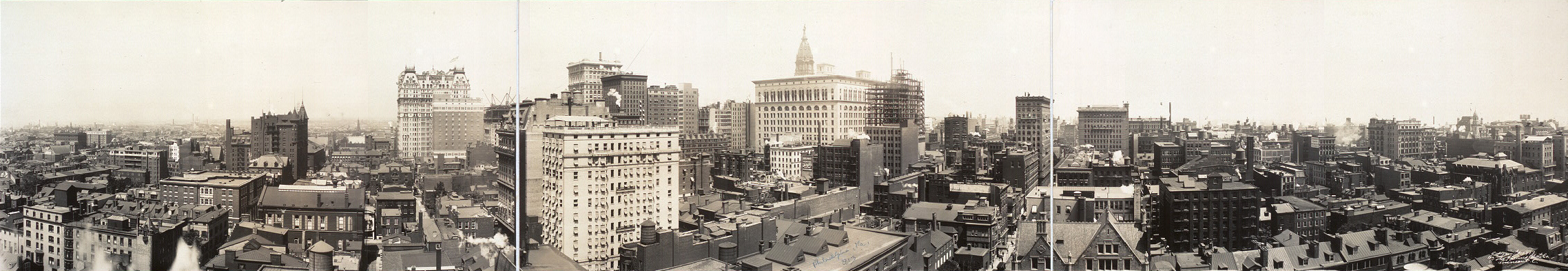
Philadelphia z roku 1913

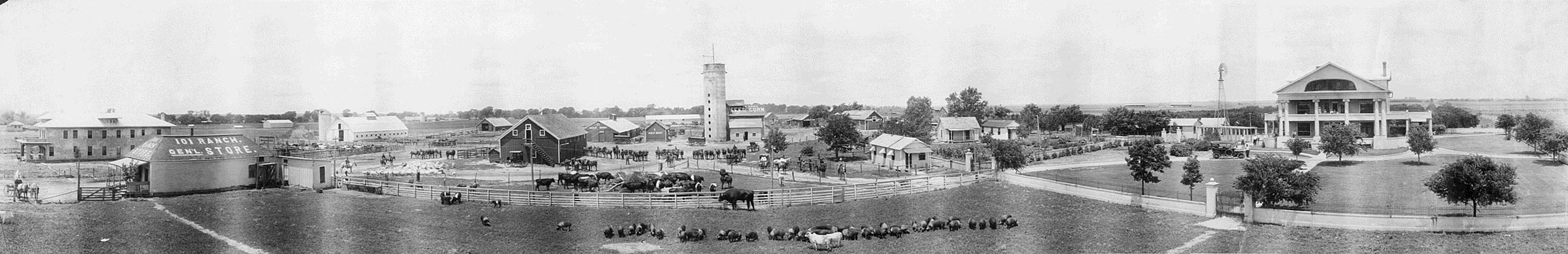
Historický snímek Oklahomy, 1910 - 1920

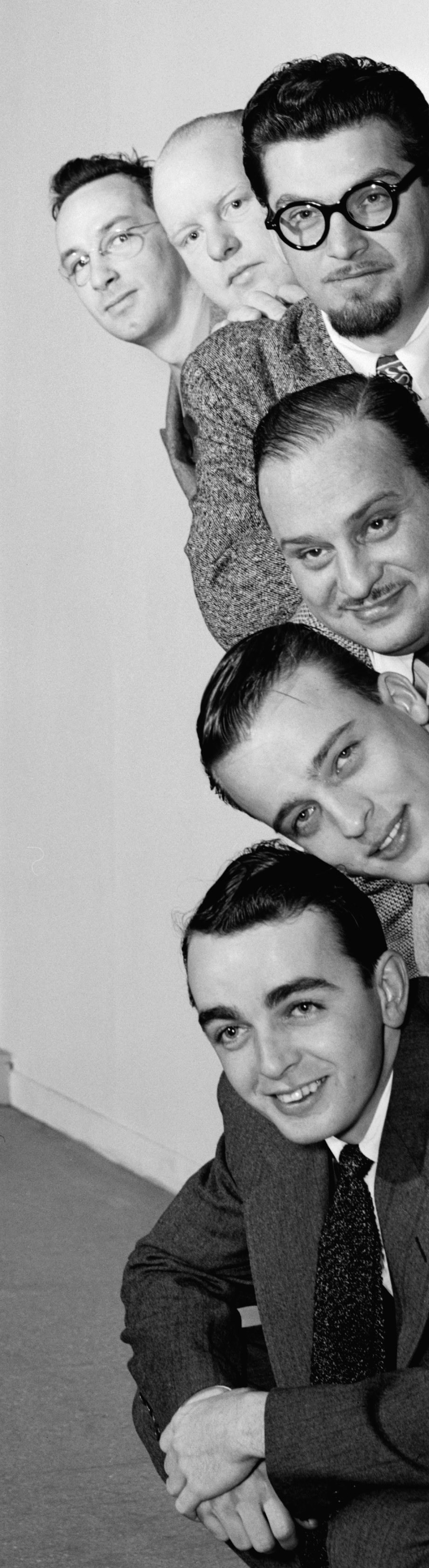
William P. Gottlieb: Ralph Burns, Edwin A. Finckel, George Handy, Neal Hefti, Johnny Richards a Eddie Sauter, Museum of Modern Art, New York, 1947, panoramatický portrét